# Hocheisspitze
La Hocheisspitze est une montagne culminant à 2 521 ou 2 523 mètres d'altitude dans le massif des Alpes de Berchtesgaden.

## Géographie

### Situation
La Hocheisspitze est la montagne la plus élevée de son chaînon dans le massif du Hochkalter. La frontière entre l'Allemagne et l'Autriche passe au sommet.

## Ascension
La première ascension recensée de la Hocheisspitze est faite par Hermann von Barth le 6 septembre 1868, mais on soupçonne que la montagne fut déjà atteinte.
La voie normale non balisée passe par le Hocheiskar (également Hintereis) à l'ouest du sommet (difficulté 1). Le sommet est également accessible par la crête entre le Kammerlinghorn (2 483 m) et la Hocheisspitze, itinéraire plus difficile.